# Yellow Bluff
Yellow Bluff es un pueblo ubicado en el condado de Wilcox en el estado estadounidense de Alabama. En el censo de 2000, su población era de 181.

## Demografía
En el 2000 la renta per cápita promedia del hogar era de $11,389, y el ingreso promedio para una familia era de $13,125. El ingreso per cápita para la localidad era de $9,322. Los hombres tenían un ingreso per cápita de $68,750 contra $16,250 para las mujeres.

## Geografía
Yellow Bluff está situado en 31°57′36″N 87°28′56″O / 31.96000, -87.48222 (31.959922, -87.482175)
Según la Oficina del Censo de los EE. UU., la ciudad tiene un área total de 0.54 millas cuadradas (1.40 km²).